# هبهب
هِبهِب بلدة عراقية تقع شمال شرق بغداد في جنوب غرب محافظة ديالى. وهبهب اسم عربي أصيل وكذلك هنالك اسم لعائلة عربية في ليبيا ترجع اصولها للأشراف الحسينيين.[بحاجة لمصدر] كما يعتقد أيضاً والتسمية جاءت لطير الهبهاب إذ كان يتكاثر في المستنقعات المحيطة بها، وهب هب من النسيم العليل والبارد صيفاً الذي يمر بها.[بحاجة لمصدر]

## الطبيعية الجغرافية
تكثر في ناحية هبهب والقری المحيطة بها بساتين النخيل والحمضيات بالإضافة إلی المزارع التي تمتد لمئات الدونمات باتجاه مدينة بعقوبة.
وتنتج بساتين ومزارع هبهب سنويا مئات الأطنان من التمور والحمضيات. إضافةً الی دخولها مؤخراً ضمن المناطق التي تزرع فيها الفراولة العراقية.

## أهم المساجد
- جامع هبهب الكبير.
- جامع أسماء الله الحسنى.
- جامع الحاجة غنية في حي العطار
- جامع الشهيد جلال

## مقاطعات هبهب
| رقم المقاطعة | اسمها             | مساحتها (دونم) |
| ------------ | ----------------- | -------------- |
| 3            | الغالبية          | 3961           |
| 4            | أراضي اللقمانية   | 2897           |
| 10           | المنصورية         | 8150           |
| 15           | بساتين هبهب       | 3947           |
| 22           | العامرية          | 2573           |
| 25           | ثعيلب             | 4706           |
| 26           | الجيزاني          | 4267           |
| 32           | أبو القاسم        | 8305           |
| 33           | أراضي سويجة       | 18167          |
| 34           | بساتين جديدة الشط | 1971           |
| 40           | الهاشميات         | 6340           |
| 45           | بساتين الحويش     | 2983           |
| 49           | الكصيرين          | 2738           |
| 50           | دوخلة             | 3612           |
| 51           | الحديد            | 3801           |
| 76           | الخويلص           | 382            |
| المجموع      |                   | 78800          |